# Osjećam te
"Osjećam te" naziv je desetog studijskog albuma pjavača Miše Kovača izdanog 1983. godine. Prema prodanoj tiraži dobio je status Platinasta ploča. Album je snimljen u siječnju 1983. u studiju Tivoli u Ljubljani, s ton majstorima Acom Razbornikom i Tonijem Jurijem, a miksan u Hansa studiju u Berlinu. Snimatelj u Berlinu je bio Tom Müller. Pjesma "Posadi cvijet" snimljena je u studiju R4 Radiotelevizije Zagreb, sa snimateljem Hrvojem Hegedušićem uz vokalnu pratnju klape Šibenik.

## Popis pjesama
1. "Lagali smo jedno drugom" - 3:34 - (Đorđe Novković – Željko Sabol – Slobodan M. Kovačević)
2. "Adios amor" - 3:23 - (Tex Shultzieg – Kurt Feltz / Željko Sabol – Slobodan M. Kovačević / Mato Došen / Tex Shultzieg)
3. "Posadi cvijet" - 3:04 - (Đorđe Novković – Mario Mihaljević – Mato Došen)
4. "Kad ti jednom teško bude" - 3:06 - (Mario Mihaljević – Adam Rajzl – Slobodan M. Kovačević)
5. "Ostani svoja" - 3:42 - (Slobodan M. Kovačević – Nenad Ninčević – Slobodan M. Kovačević)
6. "Noćas si lijepa" - 4:18 - (Slobodan M. Kovačević – Nenad Ninčević – Slobodan M. Kovačević)
7. "Teško mi je kad se sjetim" - 3:36 - (Đorđe Novković – Željko Sabol – Slobodan M. Kovačević)
8. "Osjećam te" - 2:50 - (Đorđe Novković – Željko Sabol – Slobodan M. Kovačević)
9. "Pjesma mi snagu daje" - 3:33 - (Slobodan M. Kovačević – Bratislav Zlatanović – Slobodan M. Kovačević)
10. "Laku noć, Marija" - 2:38 - (Đorđe Novković – Željko Sabol – Slobodan M. Kovačević)

## Suradnici na albumu
1983.
- Milo Vasić - bubnjevi
- Branko Bogunović - gitare
- Slobodan M. Kovačević - bass gitara, gitare, prateći vokal
- Mato Došen - klavijature
- Mladen Baučić - saksofon i prateći vokali
- Branko Kezele - bass gitara
- Nada Žgur i Tedi Bajić - prateći vokali
- Mirko Ilić - design
- Luka Mjeda - fotografije
- Vojno Kundić - urednik

2008.
- Želimir Babogredac - izdavač
- Ante Viljac - urednik
- Goran Martinac - digital remastering
- Nikša Martinac - redesign

## Vanjske poveznice
- Osjećam te